# Entertainment and Leisure Software Publishers Association

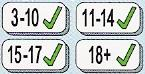
Ejemplo de clasificación para todos los públicos de la ELSPA.

La Entertainment and Leisure Software Publishers Association o ELSPA (en español Asociación de editores de software para ocio y entretenimiento) era una asociación británica de editores de videojuegos. Fue creada en 1989 por los editores británicos de software y se convirtió en la Pan European Game Information (PEGI) en 2003.
La ELSPA fue responsable del control de videojuegos vendidos en el Reino Unido y la promoción de la lucha contra la piratería. Realizó gran cantidad de estudios, análisis y entregas de premios. También codirigió el London Games Festival y el Edinburgh Interactive Festival.
Entre 1994 y la primavera de 2003 clasificó los videojuegos publicados en el Reino Unido que estaban exentas de la calificación jurídica de la British Board of Film Classification. Las clasificaciones fueron originalmente de entre 3 y 10 años, entre 11 y 14 años, entre 15 y 17 años y más de 18 años, que fueron más tarde simplificadas a más 3, de 11, de 15 y de 18 años. A cada una de estas clasificaciones se le asignaba un tick verde si el videojuego era adecuado para ese grupo de edad o una equis roja si no lo era.